# Zetea
Zetea (en hongrois : Zetelaka) est une commune du județ de Harghita en Roumanie.